# Special Interest Group on Mobility of Systems, Users, Data and Computing
Le Special Interest Group on Mobility of Systems, Users, Data and Computing (SIGMOBILE) est le pôle d'intérêt commun de l'ACM dans le domaine des technologies mobiles ; il concerne autant les systèmes, les données, le traitement informatique en interaction avec des utilisateurs en situation nomade.
Ses deux principaux domaines d'application sont les réseaux sans-fil et l'informatique mobile (téléphonie, netbook, etc).
Il organise une conférence annuelle connue dans la communauté universitaire sous l'appellation MobileHCI.